# 肘井竜蔵
肘井 竜蔵（ひじい りゅうぞう、1995年11月13日 - ）は、兵庫県加東市出身の元プロ野球選手（外野手）。右投左打。
現在は日本プロ野球選手会事務局の職員。

## 経歴

### プロ入り前
小学4年時生から野球を始めると、小野市立河合中学校時代に軟式野球部で全日本少年軟式野球大会に出場している。
兵庫県立北条高等学校への進学後は、2年秋から主将を務めた。硬式野球部は部員19人という少ないながら、兵庫県高校野球秋季県大会では、準々決勝で姫路工業高校に6対3で勝利し、初の大会4強入りを果たすという躍進をみせた。更なる上位進出を狙ったが、準決勝で神戸国際大附属高校と対戦するが敗戦、3位決定戦の関西学院高校との対戦では0-1と惜敗。近畿大会への出場はならなかった。その後、「平成24年度 国際交流事業兵庫県高等学校野球選抜チーム 台湾遠征」(12月22日-27日)のメンバー(18名)に選出、台湾遠征を経験した。秋季県大会での4強入りの評価もあり、北条高校は第85回選抜高校野球大会の21世紀枠候補に推薦されたが、出場はならなかった。
在学中には春夏とも地元・阪神甲子園球場での全国大会へ出場できなかったが、対外試合で通算46本塁打をマーク。最後の大会であった全国高等学校野球選手権兵庫大会では3回戦で敗れたため、一時はNPB入りを諦めかけた。しかし、監督の神田吉輝から「誰か見ていてくれる人はいるから頑張れ」と励まされたため、トレーニングを続け、2013年のNPB育成ドラフト会議で、千葉ロッテマリーンズから1巡目で指名。支度金300万円、年俸240万円（金額は推定）という条件で入団した。北条高校から輩出した初めてのプロ野球選手で、入団当初の背番号は122。仮契約を結んだ直後には、「子どもの頃からの夢が実現したことにワクワクしている。里崎智也捕手を目標に、打撃力のある捕手になりたい」との抱負を述べた。

### ロッテ時代
2014年、チームの本拠地・QVCマリンフィールドにおけるシーズン初のオープン戦（3月8日の対福岡ソフトバンクホークス戦）で、入団後初めて一軍に帯同。当初は試合前の新加入選手紹介セレモニーにのみ参加する予定だったが、「良い経験をさせよう」という監督の伊東勤の意向で急遽ベンチに入ると、7回裏に代打で出場した（結果は三塁へのライナー）。レギュラーシーズンでは、イースタン・リーグ公式戦60試合に出場。スタメン起用された13試合のうち10試合で安打を放ち、捕手登録ながら、出場試合の大半で外野を守った。シーズン終了後の秋季キャンプでは、育成選手ながら一軍の鴨川キャンプに帯同した。
2015年、3月10日に育成選手契約から支配下選手登録契約へ移行し、背番号を69へ変更。その2日後（12日）北海道日本ハムファイターズとのオープン戦に代打で初打席初安打を放つなど活躍したことや、伊東から積極的な姿勢を高く評価され、公式戦の開幕を一軍で迎えた。4月2日に、北海道日本ハムファイターズとの本拠地開幕戦で「8番・左翼手」としてスタメンで一軍公式戦にデビュー。4回裏2死3塁で迎えた第2打席で一軍公式戦初安打・初打点を斎藤佑樹からの適時二塁打で記録するなど、2本の適時二塁打で2打点を挙げた。しかし、9月21日のイースタン・リーグ対埼玉西武ライオンズ戦（ロッテ浦和球場）での打席で、佐藤勇から顔面死球を受けて病院に緊急搬送。搬送先の病院の医師から絶対安静を求められるほどの重症で、後に3週間入院すると、2度の修復手術を受けた。一軍公式戦には通算で14試合へ出場したが、安打や打点はデビュー戦で記録しただけで、打率は.143にとどまった。
2016年、春季キャンプ直前の1月27日に、ポジション登録を捕手から外野手に変更。一軍公式戦では8試合の出場で9打数無安打に終わったものの、イースタン・リーグ公式戦では、9月6日の対東京ヤクルトスワローズ戦でリーグ史上9人目のサイクルヒットを達成した。
2017年、一軍公式戦で自己最多の18試合に出場すると、打率.238を記録した。
2018年の春季キャンプは二軍スタート。イースタン・リーグ公式戦94試合の出場で6本塁打、19打点、打率.242を記録したが、一軍公式戦での出場機会はなかった。10月1日に球団から戦力外通告を受けたことを機に、現役を引退。

### 現役引退後
ロッテや他NPB球団からスタッフとしてのオファーがあったがそれらには断りを入れ、戦力外通告3日後から就職活動を開始。幅広い業種に興味を持ち、約1ヶ月半の間で32の企業をコンタクトをとっていた。そんな中、現役を引退することを日本プロ野球選手会へ報告した際に、かねてから肘井の人柄を高く評価していた職員からのスカウトを受け、2019年1月からは日本プロ野球選手会の事務局へ職員として勤務。事務局にとって新入職員は実に10年ぶりで、5人いる職員の中では肘井が最年少であった。

## 選手としての特徴
高校通算46本塁打を叩きだした打撃センスを持ち、長距離砲としても魅力充分。担当下敷領悠太スカウトからも、将来的には中軸を任せられる捕手にと評価された。
本格的に転向したのは高校からということで捕手としての経験は短いが、体格にも恵まれ地肩が強い。判断力にも秀でており、どっしりとした構えで、投手が投げやすいと思わせる捕手である 。

## 人物
本人は兵庫県加東市の出身だが、先祖は九州地方の出身とのこと。全国でも700人程度という「珍しい名字なので、活躍して『肘井』の知名度を上げたい」と語っている。
2013年11月に京葉銀行文化プラザで開催された千葉ロッテマリーンズ新入団選手発表会において、同期入団の「井上さんの手下になりたい」と発言。場内の爆笑を誘った。
2014年1月に新人合同自主トレが開始され、新入団選手たちのお互いへの印象が語られたが、肘井へのコメントは「天然ぶりが物凄い」「寮の浴場でも食堂でもずっと喋っている」「ずっとボケてくるから突っ込むのが大変」という、まだ短い付き合い時間の中でも、最年少ながら物おじしない明るく元気な性格が伝わるエピソードばかりだったという。
愛称は「ゴジ」。2014年ロッテ浦和球場での打撃練習で、高卒新人としては異例の右翼場外へ推定140メートル弾を放ち、松井秀喜の愛称の「ゴジラ」にあやかって関係者につけられた。ロッテへの在籍中は、福浦和也やサブローなどのベテラン選手からも「ゴジ」と呼ばれていたという。
前述した顔面死球で鼻骨と頭蓋骨を骨折。嗅覚が失われるほどの重症であったことから、ただちに修復手術を受けた。しかし、実戦への復帰を急いだため、顔の6カ所に整形用のプレートやボルトが埋め込まれたまま現役生活を終えたまた、手術を受けても嗅覚が回復していないという。
ロッテでの現役時代、日本サッカー協会主催の様々なアスリートが“夢”についての授業を行うというJFAこころのプロジェクト「夢の教室」に「夢先生」として参加。小学校の1クラスを担当した際に、子供たちとの交流の中でコミュニケーション能力や発信力を発揮。これが日本プロ野球選手会事務局に高く評価されており、引退後の就職につながっている。

## 詳細情報

### 年度別打撃成績
| 年 度     | 球 団     | 試 合 | 打 席 | 打 数 | 得 点 | 安 打 | 二 塁 打 | 三 塁 打 | 本 塁 打 | 塁 打 | 打 点 | 盗 塁 | 盗 塁 死 | 犠 打 | 犠 飛 | 四 球 | 敬 遠 | 死 球 | 三 振 | 併 殺 打 | 打 率 | 出 塁 率 | 長 打 率 | O P S |
| --------- | --------- | ----- | ----- | ----- | ----- | ----- | -------- | -------- | -------- | ----- | ----- | ----- | -------- | ----- | ----- | ----- | ----- | ----- | ----- | -------- | ----- | -------- | -------- | ----- |
| 2015      | ロッテ    | 6     | 14    | 14    | 1     | 2     | 2        | 0        | 0        | 4     | 2     | 0     | 0        | 0     | 0     | 0     | 0     | 0     | 3     | 0        | .143  | .143     | .286     | .429  |
| 2016      | ロッテ    | 8     | 10    | 9     | 0     | 0     | 0        | 0        | 0        | 0     | 0     | 0     | 0        | 0     | 0     | 0     | 0     | 1     | 2     | 0        | .000  | .100     | .000     | .100  |
| 2017      | ロッテ    | 16    | 21    | 21    | 4     | 5     | 1        | 0        | 0        | 6     | 0     | 0     | 0        | 0     | 0     | 0     | 0     | 0     | 12    | 0        | .238  | .238     | .286     | .524  |
| 通算：3年 | 通算：3年 | 30    | 45    | 44    | 5     | 7     | 3        | 0        | 0        | 10    | 2     | 0     | 0        | 0     | 0     | 0     | 0     | 1     | 17    | 0        | .159  | .178     | .227     | .405  |

### 年度別守備成績
| 年 度 | 球 団  | 外野  | 外野  | 外野  | 外野  | 外野  | 外野     |
| 年 度 | 球 団  | 試 合 | 刺 殺 | 補 殺 | 失 策 | 併 殺 | 守 備 率 |
| ----- | ------ | ----- | ----- | ----- | ----- | ----- | -------- |
| 2015  | ロッテ | 5     | 4     | 0     | 0     | 0     | 1.000    |
| 2016  | ロッテ | 3     | 4     | 0     | 0     | 0     | 1.000    |
| 2017  | ロッテ | 8     | 13    | 0     | 0     | 0     | 1.000    |
| 通算  | 通算   | 16    | 21    | 0     | 0     | 0     | 1.000    |

### 記録
初記録
- 初出場：2015年3月28日、対福岡ソフトバンクホークス2回戦（福岡ヤフオク!ドーム）、9回表に田村龍弘の代打として出場
- 初打席：同上、9回表にデニス・サファテから空振り三振
- 初先発出場：2015年4月2日、対北海道日本ハムファイターズ3回戦（QVCマリンフィールド）、8番・左翼手として先発出場
- 初安打・初打点：同上、4回裏に斎藤佑樹から左中間適時二塁打

### 背番号
- 122 （2014年 - 2015年3月9日）
- 69 （2015年3月10日 - 2018年）

### 登場曲
- 「Beat It」マイケル・ジャクソン （2014年 - 2018年）